# SubRosa

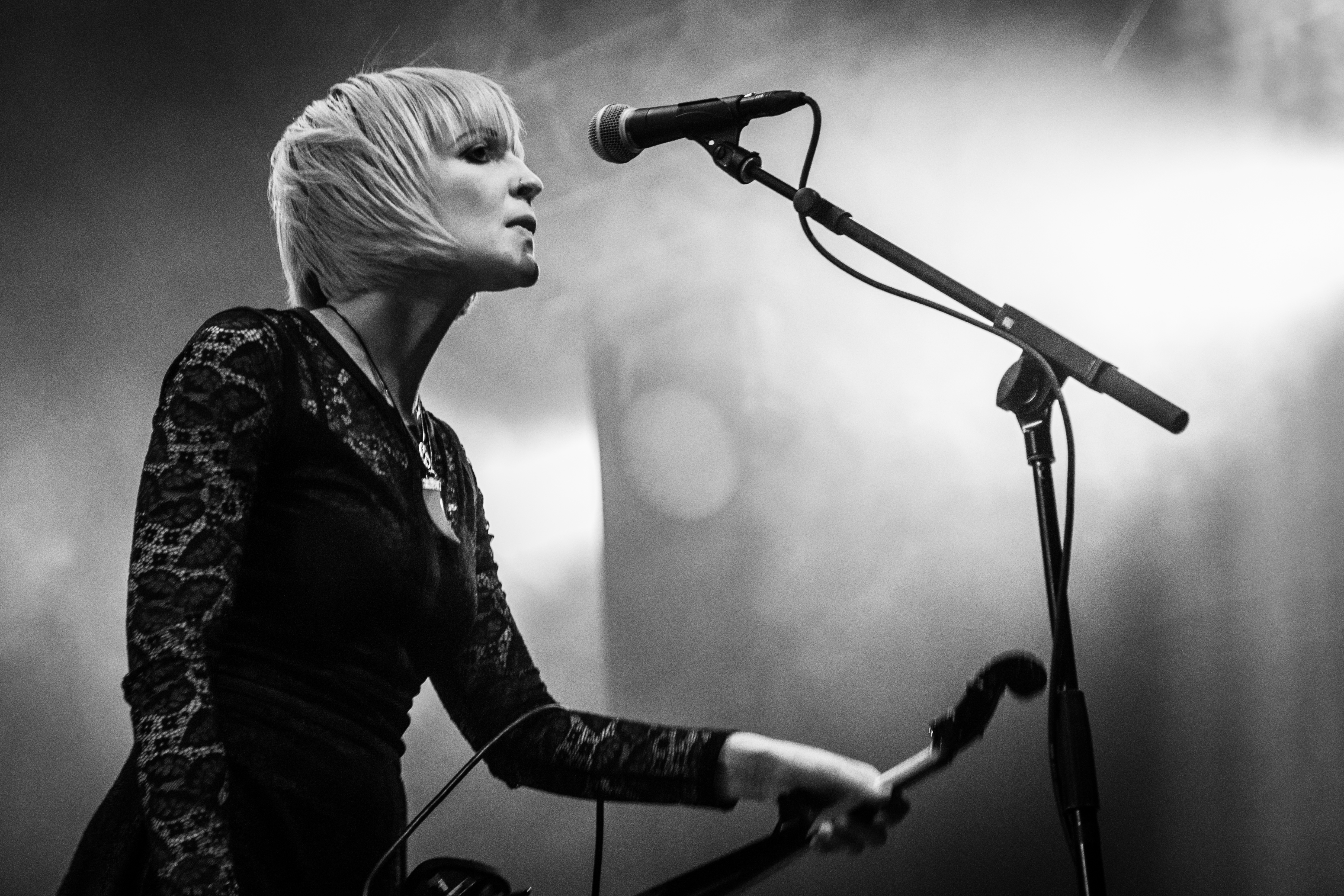
SubRosa au Roadburn Festival 2017.

SubRosa est un groupe de doom/sludge metal américain originaire de Salt Lake City (Utah).

## Biographie
SubRosa voit le jour au milieu des années 2000 autour de Rebecca Vernon et Sarah Pendleton.
En 2006 le groupe sort l'album autoproduit The Worm Has Turned.
En Mars de l'année 2008 le groupe dévoile un nouvel album : Strega. Le groupe n'autoproduit pas ce dernier puisqu'il sortira sur le label I Hate Records après avoir été mixé par Magnus "Devo" Andersson. Le groupe sort l'année suivante un single autoproduit : The Swans Trapped In Ice.
2011 marque un tournant pour la carrière du groupe. En effet, cette même année sort l'album No Help For The Mighty Ones, toujours mixé par Devo Andersson mais changeant de label puisqu'il sort chez Profond Lore Records. No Help For The Mighty Ones est salué par la critique et l'album se retrouve dans beaucoup de listes des meilleures sorties de l'année 2011 notamment dans Decibel et Pitchfork (occupant la 20ème place dans les deux magazines),.
En 2012 Andy Patterson rejoint le groupe à la batterie. Depuis le succès de No Help For The Mighty Ones, SubRosa commence à tourner de manière significative en Amérique du Nord mais aussi en Europe, partageant l'affiche avec des groupes comme Cult of Luna ou Neurosis et assurant des prestations dans de prestigieux festivals comme le Hellfest en 2014 et le Roadburn en 2015.
More constant than the Gods sort en septembre 2013 toujours chez Profond Lore Records. Ce dernier est encore plus fortement salué par la critique que son prédécesseur et se retrouve lui aussi dans de nombreux tops récapitulatif des sorties de l'année, mais cette fois-ci SubRosa n'est plus dans les milieux de classement puisque la plupart hissent More Constant Than the Gods dans le hauts de leur liste (4ème pour Decibel; 11ème pour Rolling Stones catégorie métal et 2ème meilleur album doom de l'année pour CVLT Nation).
Le bassiste Levi Hanna rejoint le groupe l'année suivante.
2016 marque la sortie de l'album For This We Fought The Battle Of Ages. Celui-ci s'inscrit dans la pure lignée de ses prédécesseurs et le groupe apparaît comme au sommet de la maitrise son art, alliant des textes engagés, une musique aux sonorités uniques et s'inscrivant dans un univers visuel travaillé avec notamment la sortie du premier clip du groupe : Troubled Cells.

## Membres
- Rebecca Vernon : guitare, chant
- Sarah Pendelton : violon électrique, chant
- Kim Pack : violon électrique, chant
- Levi Hanna : guitare basse
- Andy Patterson : batterie